# Oakland Park
Oakland Park és una població dels Estats Units a l'estat de Florida. Segons el cens de l'1 de juliol de 2006 tenia 42.300 habitants.

## Demografia
Segons el cens del 2000, Oakland Park tenia 30.966 habitants, 13.502 habitatges, i 6.940 famílies. La densitat de població era de 1.897,8 habitants/km².
Dels 13.502 habitatges en un 24,5% hi vivien nens de menys de 18 anys, en un 32,3% hi vivien parelles casades, en un 13,3% dones solteres, i en un 48,6% no eren unitats familiars. En el 35,1% dels habitatges hi vivien persones soles el 7,4% de les quals corresponia a persones de 65 anys o més que vivien soles. El nombre mitjà de persones vivint en cada habitatge era de 2,26 i el nombre mitjà de persones que vivien en cada família era de 3.
Per edats la població es repartia de la següent manera: un 20,9% tenia menys de 18 anys, un 9% entre 18 i 24, un 38,7% entre 25 i 44, un 21,3% de 45 a 60 i un 10,2% 65 anys o més.
L'edat mediana era de 36 anys. Per cada 100 dones de 18 o més anys hi havia 109,8 homes.
La renda mediana per habitatge era de 35.493 $ i la renda mediana per família de 38.571 $. Els homes tenien una renda mediana de 30.269 $ mentre que les dones 25.514 $. La renda per capita de la població era de 18.873 $. Entorn del 13,3% de les famílies i el 16,5% de la població estaven per davall del llindar de pobresa.

## Poblacions més properes
El següent diagrama mostra les poblacions més properes.